# 발렌티나 아코스타 히랄도
발렌티나 아코스타 히랄도(스페인어: Valentina Acosta Giraldo, 2000년 4월 20일~)는 콜롬비아의 양궁 선수이다. 2020년 하계 올림픽 양궁 여자 개인전에 참가하였다.